# Lhota (Chříč)

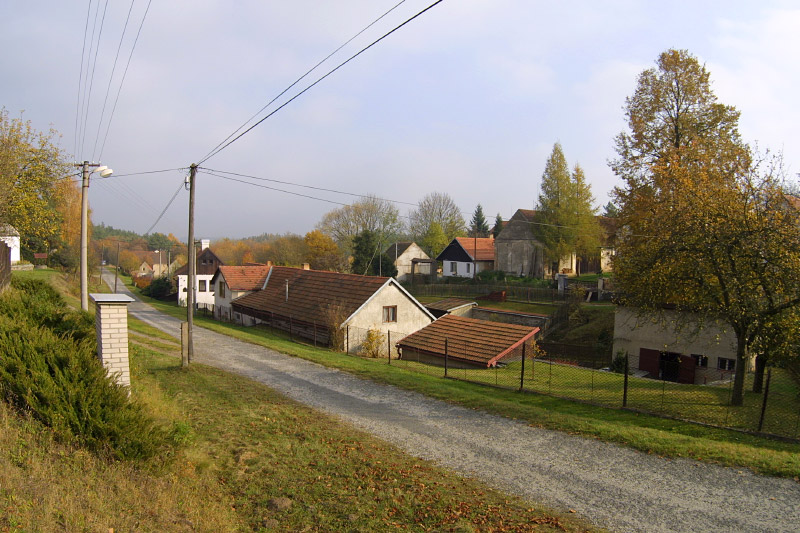
Ortsansicht

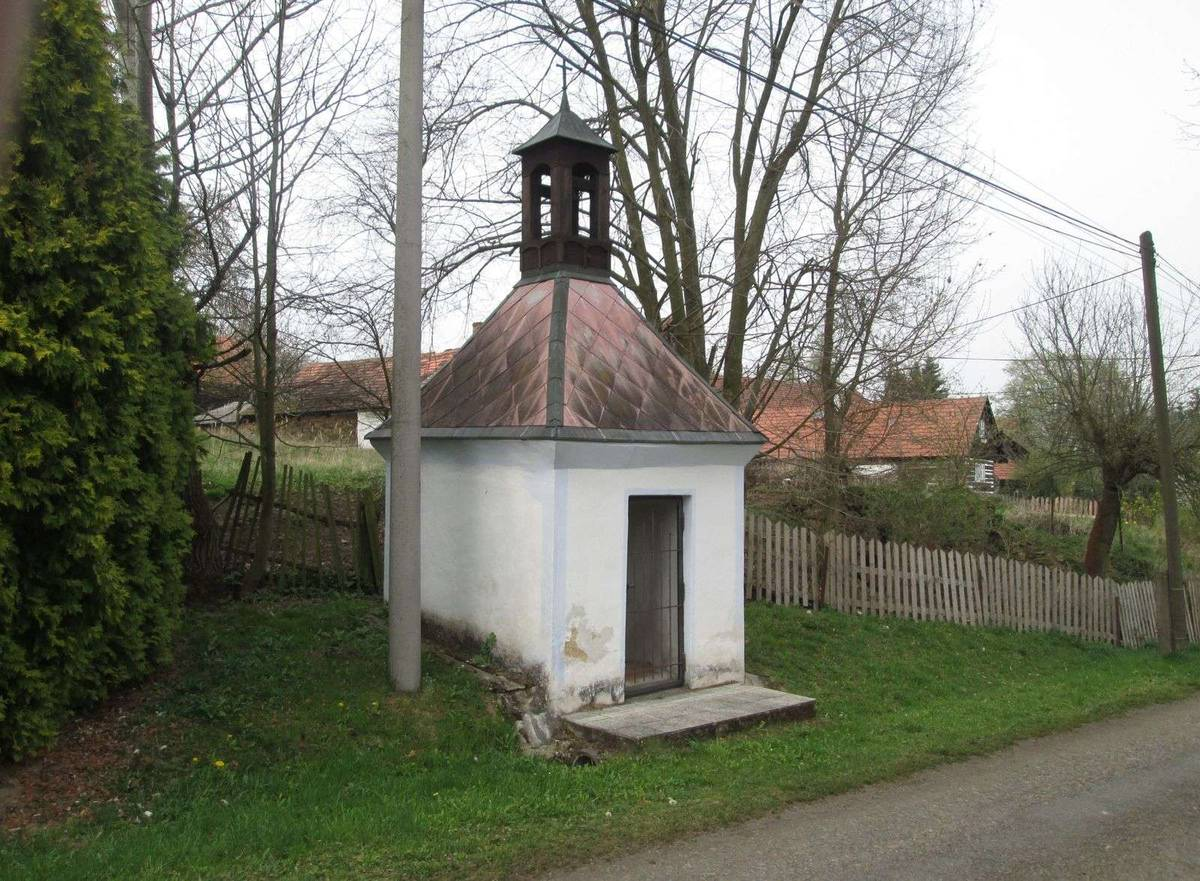
Kapelle

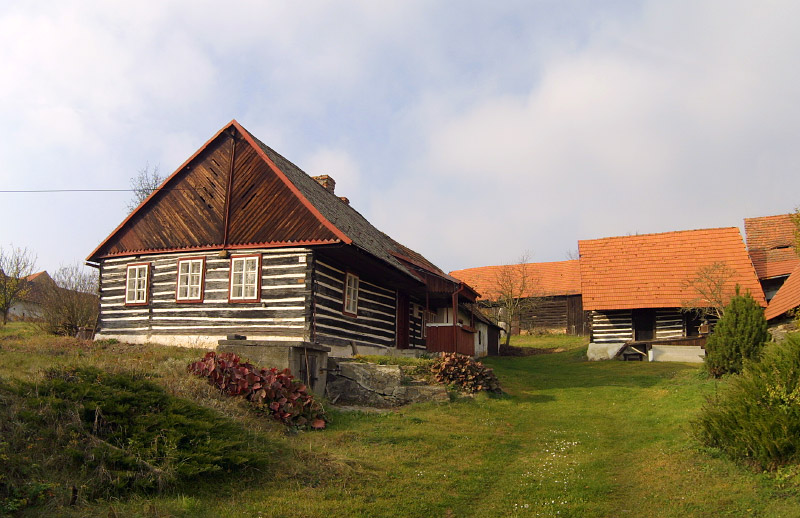
Chaluppe Nr. 5

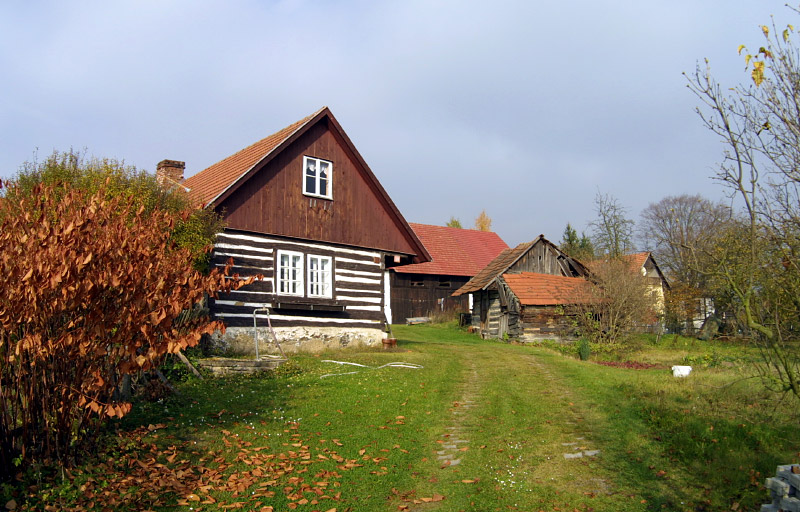
Chaluppe Nr. 20

Lhota ist ein Ortsteil der Gemeinde Chříč (deutsch Krzicz) in Tschechien. Er liegt zwölf Kilometer östlich von Kralovice (Kralowitz) und gehört zum Okres Plzeň-sever.

## Geographie
Das Angerdorf Lhota befindet sich rechtsseitig über dem Tal des Baches Javornice im Quellgebiet eines kleinen Zuflusses in der Kralovická pahorkatina (Kralowitzer Hügelland). Nördlich erhebt sich der Ostrý vrch (Schärfenberg; 449 m n.m.), im Nordosten der Polanec (445 m n.m.), südlich die Dubenčice (445 m n.m.) sowie im Nordwesten die Hradiště (Homole; 446 m n.m.). Das Dorf liegt im Landschaftsschutzgebiet Křivoklátsko.
Nachbarorte sind Jankovic Mlýn, Krakovec, Zhoř und Rousínov im Norden, Marek, Svinařov und Polanec im Nordosten, Modřejovice und Sadlno im Osten, Kubův Mlýn, Kostelík und Dubjanský Dvůr im Südosten, Podskalí, V Háji und Chříč im Süden, Holovousy, Slatina und Březsko im Südwesten, Hedčany und Uhrovic Mlýn im Westen sowie Břežany, Milíčov, Šípy und Machův Mlýn im Nordwesten.

## Geschichte
Das Dorf wurde wahrscheinlich in der Mitte des 14. Jahrhunderts durch die Vladiken von Slatina gegründet und war eines der zahlreichen nach dem Lhotensystem angelegten Dörfer, deren Siedler für einen bestimmten Zeitraum von den Abgaben und Diensten an die Obrigkeiten befreit waren. Die erste urkundliche Erwähnung von Lživá Lhota erfolgte im Jahre 1384. Besitzer des aus acht Bauerngütern bestehenden und auch als Lhotka bezeichneten Dorfes war zu dieser Zeit Podiva von Slatina; diesem folgte ab 1390 Isiáš von Rakovník. Um 1435 gehörte das Dorf dem Rakonitzer Schulmeister Jan Pohan; im Jahre 1444 erwarb Hanuss d. J. von Kolowrat auf Krašov, Zbiroh, Točník und Žebrák das Dorf und schlug es seiner Herrschaft Krašov zu. Später wurde Lhota Teil der Gutsherrschaft Chříč und gelangte zugleich zur Burg Krašov zurück. Im Jahre 1529 trennte der Vormund des minderjährigen Dietrich d. J. Kolowrat-Bezdružicky Lhota wieder von der Herrschaft Krašov ab und veräußerte das Dorf an den Besitzer der Herrschaft Chříč, Wenzel Strojetický von Chříč. Ulrich Lažanský von Bukowa, der 1540 die Herrschaft Chříč erworben hatte, ließ in Chříč einen neuen Meierhof anlegen und verpflichtete 1541 die Bewohner von Lhota dort zum Robot.
Im Jahre 1567 erbte Ulrichs Sohn, Sebastian Lažanský von Bukowa, die Herrschaft Chříč. Das Dorf Lhota bestand zu dieser Zeit aus fünf Bauerngütern, deren Besitzer Pešek, Sekot, Červený und Skála hießen. Sebastian Lažanský verkaufte 1585 seine Güter Chříč und Dubian wegen Überschuldung an Johann Teyrzowsky von Ensiedl auf Hřebečníky und Skryje; er behielt nur das Gut Břesko mit den Dörfern Břesko, Hlince und Lhota, das er 1604 ebenfalls an Johann Teyrzowsky veräußerte. Dessen Sohn, der Rakonitzer Kreishauptmann Heinrich Jakob Teyrzowsky von Ensiedl, vererbte 1618 die Gutsherrschaften Křič, Kožlan, Břesko und Dubian  seinem Sohn Johann d. J. 1621 erwarb Bohuslaw Kolowrat-Krakowsky auf Šípy und Všesulov diese vier Güter von Johann d. J. Teyrzowsky von Ensiedl. Den Schwedischen Krieg überstand Lhota, im Gegensatz zu etlichen Dörfern in der Umgebung, die in der Zeit erloschen, relativ unbeschadet. Nach der Seelenliste von 1651 bestand das Dorf nach wie vor aus fünf Bauerngütern und hatte 17 Einwohner. Besitzer der Bauernhöfe waren nunmehr die Familien Vondra, Jakoubek, Daneš, Klecánek und Hertík. Im Jahre 1645 gehörten die Gutsherrschaften Hermann Warlich von Bubna. Sie wurden später zu der Herrschaft Křič zusammengelegt. Ab 1650 waren die Freiherren Teyrzowsky von Ensiedl erneut Besitzer der Herrschaft Křič. Im Jahre 1713 veräußerten die Brüder Teyrzowsky von Ensiedl die Herrschaft Křič für 211.000 Gulden und 500 Gulden Schlüsselgeld an Wenzel Josef Lažanský von Bukowa auf Manetin. Dieser kaufte im selben Jahre noch vom Prager Domkapitel bei St. Veit das Gut Tschistay hinzu und vereinigte es mit der Herrschaft. Im Jahre 1713 bestand Lhota aus fünf Bauerngütern und hatte 35 Einwohner. 1715 erbten Wenzel Josefs Witwe Marie Gabriele, geborene Czernin von und zu Chudenitz, und die Söhne Maximilian Wenzel und Karl Josef Lažanský den Besitz. Marie Gabriele Lažanský starb 1758 als Oberin des Reichsstiftes adeliger Fräulein in der Neustadt Prag und hinterließ eine Hälfte der verschuldeten Herrschaft dem Stift. Die andere Hälfte wurde auf Antrag ihrer Gläubiger subhastiert; da sich dafür jedoch kein Interessent fand, fiel sie den Lažanskýschen Erben zu, die sie 1764 dem Fräuleinstift, das später den Namen „k.k. freiweltadeliges Damenstift zu den heiligen Engeln in der Altstadt Prag“ erhielt, verkauften. In der Topographie des Königreichs Böhmen von 1785 wurde Lhota ohne Angabe der Häuserzahl genannt. Im Jahre 1785 wurde die Lokalie St. Peter und Paul in Dolan aufgehoben und auf die Schlosskapelle des hl. Johannes von Nepomuk in Křič übertragen. Während der Josephinischen Reformen wurde die Herrschaft Křič im Jahre 1787 an das Prager Theresianum angeschlossen, 1791 ging sie an das Damenstift zurück.
Im Jahre 1843 bestand das im Rakonitzer Kreis gelegene Dorf Lhota aus 24 Häusern mit 200 Einwohnern. Abseits lagen am Kuzower Bach (Javornice) zwei einschichtige Mühlen: die Kubamühle (Kubův Mlýn) und Sprawkamühle (Machův Mlýn); beide waren zweigängig und mit einer Brettsäge versehen. Auf der Homole (Hradiště) waren noch leichte Spuren einer alten Burg erkennbar. Pfarrort war Křič. Bis zur Mitte des 19. Jahrhunderts blieb Břesko der Herrschaft Křič  untertänig.
Nach der Aufhebung der Patrimonialherrschaften bildete Lhota ab 1850 einen Ortsteil der Gemeinde Slatina im Gerichtsbezirk Kralowitz. Ab 1868 gehörte Lhota zum Bezirk Kralowitz. Im Jahre 1869 bestand das Dorf aus 28 Häusern und hatte 189 Einwohner. Im Jahre 1906 verkaufte das Freiweltadelige Damenstift zu den heiligen Engeln die Grundherrschaft Chříč an Stephan von Götzendorf-Grabowski, der sie 1910 an Gustav Fischer veräußerte. Anschließend wechselten die Besitzer in rascher Folge. Im Jahre 1900 hatte Lhota 139 Einwohner, 1910 waren es 146.
Nach dem Ersten Weltkrieg zerfiel der Vielvölkerstaat Österreich-Ungarn, Lhota wurde 1918 Teil der neu gebildeten Tschechoslowakischen Republik. Um 1920 löste sich Lhota von Slatina los und bildete eine eigene Gemeinde. Beim Zensus von 1921 lebten in den 28 Häusern der Gemeinde 145 Tschechen. 1930 lebten in den 27 Häusern von Lhota 110 Personen. Noch 1932 bestand Lhota überwiegend aus strohgedeckten Holzhäusern, die Einwohnerschaft bestand größtenteils aus Kleinbauern und Häuslern. Zwischen 1939 und 1945 gehörte Lhota zum Protektorat Böhmen und Mähren. Nach dem Ende des Zweiten Weltkrieges kam die Gemeinde zur wiedererrichteten Tschechoslowakei zurück. 1949 erfolgte die Umgliederung des Dorfes in den neuen Okres Plasy. 1950 lebten in den 27 Häusern von Lhota 74 Personen. Bei der Gebietsreform von 1960 erfolgte die Aufhebung des Okres Plasy; Lhota wurde Teil des Okres Plzeň-sever. Zugleich erfolgte die Eingemeindung nach Chříč. In den 1970er Jahren sank die Einwohnerzahl drastisch. Beim Zensus von 1991 lebten in den 20 Häusern von Lhota nur noch acht Personen. Im Jahre 1995 wurde in Lhota eine dörfliche Denkmalszone eingerichtet. 2011 hatte das Dorf fünf Einwohner und bestand aus sechs Wohnhäusern.

## Ortsgliederung
Der Ortsteil Lhota bildet den Katastralbezirk Lhota u Chříče. Zu Lhota gehören die Einschichten Machův Mlýn und Marek.

## Sehenswürdigkeiten
- Burgstall Deliba nördlich des Dorfes. Die zwischen 1831 und 1833 auf der Hradiště freigelegten Reste einer mittelalterlichen Befestigung mit den Grundmauern eines viereckigen Turmes wurden durch August Sedláček für einen Vladikensitz gehalten und 1921 durch Václav Kočka den Hedčané zugeschrieben. Neuzeitliche Untersuchungen von Tomáš Durdík, der dabei auch Mikrosonden einsetzte, erbrachten jedoch nur Funde, die ins 15. Jahrhundert datieren. Einige Forscher halten die Burg für den Sitz der Vladiken von Slatina. Wahrscheinlich wurde die Anlage während der Hussitenkriege niedergebrannt. Der Burgstall und seine Umgebung wurden auf einer Fläche von einem Hektar als archäologisches Denkmal geschützt.[5]
- Kapelle auf dem Dorfplatz, sie wurde 2016 neu geweiht[6]
- Gezimmerte Chaluppen, Scheunen und Getreidespeicher
- Gedenkstein für die Gefallenen des Ersten Weltkrieges
- Gedenktafel für Milada Šubrtová an deren Geburtshaus Nr. 24[7]

## Söhne und Töchter des Ortes
- Milada Šubrtová (1924–2011), Opernsängerin